# Sylvia Kristel

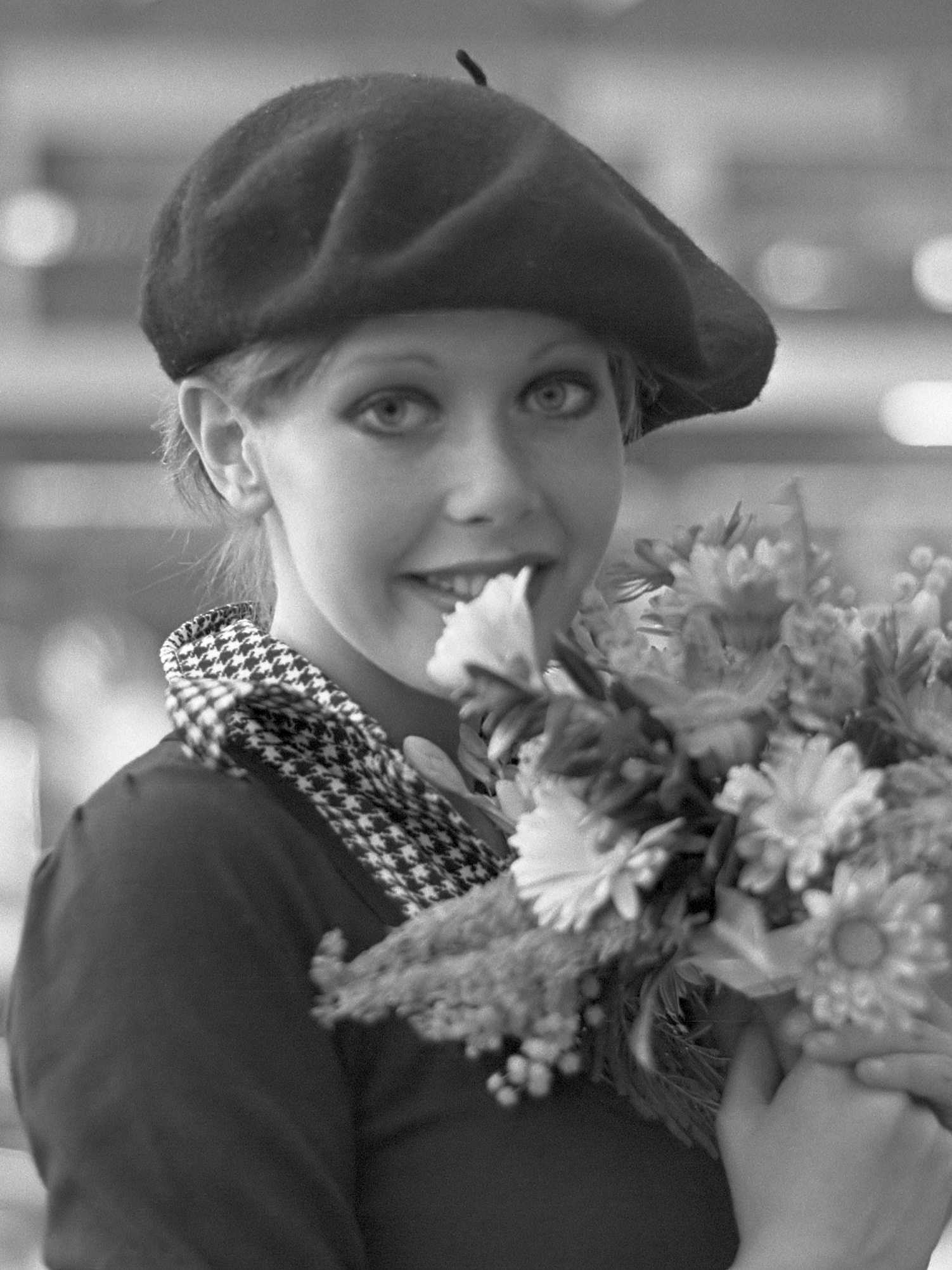
Sylvia Kristel in 1973

Sylvia Maria Kristel (Utrecht, 28 september 1952 – Amsterdam, 17 oktober 2012) was een Nederlands actrice. Ze speelde in meer dan vijftig internationale speelfilms, waarvan Emmanuelle de bekendste is.

## Fotomodel
Sylvia Kristel werd in 1952 geboren als dochter van hotelier John Nicolaas Kristel (1926-1990) en Pietje Hendrika Lamme (1921-2000). Kristel kreeg, samen met haar zusje Marianne, een katholieke opvoeding en doorliep de havo. Ze werkte daarna nog een tijdje als secretaresse op kantoor, maar besloot toen fotomodel te worden. Haar eerste bekendheid kreeg ze met het reclamespotje voor een tampon, waarna ze op 4 januari 1973 werd uitgeroepen tot Miss TV Europe.

## Actrice

### Emmanuelle
Kristel speelde kleinere rollen in enkele Nederlandse speelfilms, zoals Frank en Eva en Naakt over de schutting, waarin ze ook een nummer zong, 'A Letter Came Today'. Ook speelde ze in de film Pastorale 1943. In 1974 brak ze internationaal door met de Franse erotische film Emmanuelle, waarin ze de titelrol speelde. In die tijd had ze een relatie met de schrijver Hugo Claus, met wie ze op 10 februari 1975 een zoon, Arthur, kreeg. Tot 1978 verbleef ze samen met Claus in Frankrijk.
Haar naam werd toen uitgesproken als Kristèl, de klemtoon verschoof van de eerste naar de laatste lettergreep. Kristel werd wereldberoemd en speelde in nog vier andere Emmanuelle-films: Emmanuelle: L'antivierge (1975), Goodbye Emmanuelle (1977), Emmanuelle IV (1984) en Emmanuelle au 7ème ciel (1993). Er ontstond een populair softpornogenre van imitaties, onder meer Black Emanuelle (1974) met Laura Gemser, eveneens uit Utrecht afkomstig.

### Andere films
Kristel brak nu als filmactrice door in niet-specifiek erotische films en speelde in een reeks van Franse, Italiaanse en Amerikaanse films, naast acteurs als Gérard Depardieu, Michel Piccoli en Alain Delon en onder regie van filmmakers als Roger Vadim, Claude Chabrol, Alain Robbe-Grillet en Ken Annakin.
Haar meest gewaardeerde serieuze filmrol was die in het magisch-realistische Alice ou la Dernière Fugue van Chabrol. In Hollywood speelde ze naast onder andere Olivia de Havilland de hoofdrol in Behind the Iron Mask en overtrof ze de kassaverkoopcijfers van Emmanuelle met de luchtige sekskomedie Private Lessons met de Nederlandse cameraman Jan de Bont. Roger Vadim maakte voor de Franse televisie een documentaire over Kristel getiteld Star Story.

### Verenigde Staten en Europa
De relatie van Kristel met Claus werd een vriendschapsverhouding, waarna Kristel een nieuwe liefdespartner vond in de acteur Ian McShane. Deze relatie eindigde in allerlei drank- en drugsproblemen, vooral voor Kristel die naar Amerika verhuisde en na een kortstondig huwelijk met een zakenman een zeer moeilijke periode tegemoet ging. Ze kwam er weer bovenop, beëindigde haar drugsgebruik en hervatte haar filmloopbaan met rollen in de verfilming van Lady Chatterley's Lover en de film Mata Hari. Door haar tweede echtgenoot, de filmregisseur Philippe Blot, kwam ze in financiële problemen terecht, waarna ze van hem scheidde. Vanaf het begin van de jaren negentig had ze een relatie met Freddy de Vree en had ze succes als schilderes.

### Projecten sinds 2000
In 2001 speelde Kristel een kleine rol in Vergeef me, de debuutfilm van Cyrus Frisch en in 2002 zong ze een nummer in voor EDC (Eddy de Clercq). Het nummer 'Changes' werd een loungeklassieker.
Ook speelde Kristel nog in diverse films, zoals Lijmen/Het Been met Willeke van Ammelrooy naar de roman van Willem Elsschot. In 2003 werd bij haar keelkanker geconstateerd, waarvan ze indertijd volledig genas. In 2004 overleed haar vriend Freddy de Vree. In 2006 werkte Kristel samen met de componist Stephen Emmer mee aan het project Recitement, gewijd aan poëzie en muziek, waarmee ze datzelfde jaar optraden op het Crossing Border-festival in Den Haag.
Haar autobiografie Naakt (Nue) verscheen in september 2006 in Frankrijk en in februari 2007 in Nederland. Regisseur Michiel van Erp volgde Sylvia Kristel in 2006 voor het NPS-programma Het uur van de wolf. Ze werd gevolgd in Parijs tijdens haar intensieve mediatournee voor de lancering van haar boek en in Nederland. In 2006 werd de lange Britse documentaire Hunting Emmanuelle rond Kristel gemaakt voor Channel Four Television in Londen, onder regie van Jan Wellmann. En in 2007 zond de AVRO in de serie Vinger aan de Pols een portret met Kristel uit waarin zij openhartig met Pia Dijkstra sprak over haar ziekte en de manier waarop ze daarmee omging.
In 2009 speelde ze in het theaterstuk Wie weet overleeft de begeerte me waarin ze verhaalde over haar leven op het hoogtepunt van haar carrière, haar relaties en haar verslaving. Na acht jaar niet te hebben geacteerd, speelde zij in 2010 in de film Two Sunny Days en in de televisieserie Le Ragazze dello Swing, over het Trio Lescano.
Begin 2012 werd bekend dat Kristel slokdarmkanker had en in mei werd bericht dat de ziekte was uitgezaaid. In juni kreeg zij een zware beroerte. Op 17 oktober overleed zij aan de gevolgen van haar ziekte, op 26 oktober werd zij begraven op begraafplaats Sint Barbara in Utrecht.

## Prijs
In mei 2006 kreeg Kristel als regisseur in New York een speciale juryprijs toegekend door het Tribeca Film Festival van Robert De Niro voor de korte animatiefilm Topor et Moi, geschreven door Ruud Den Dryver. De prijs werd uitgereikt door Gayle King, hoofdredactrice van O, The Oprah Magazine. In de jury zaten tevens rockzanger Lou Reed en actrice en kunstenares Julia Stiles.

## Sylvia Kristel Award
Van 2014 tot 2018 reikte het filmfestival Film by the Sea jaarlijks de Sylvia Kristel Award uit aan iemand die de gedachte aan Sylvia Kristel als cultureel fenomeen en inspiratiebron doet voortleven.
De prijs werd gewonnen door:
- 2014: Sylvia Hoeks[6]
- 2015: Genevieve Gaunt[7]
- 2016: Nina de la Parra[8]
- 2017: Romy Louise Lauwers[9]
- 2018: Wende Snijders[10]

## Filmografie
1. Frank en Eva (1973) .... Sylvia
2. Because of the Cats (1973) .... Hannie Troost
3. Naakt over de schutting (1973) .... Lilly Marischka
4. Emmanuelle (1974) .... Emmanuelle
5. Der Liebesschüler (1974) .... Andrea
6. Un linceul n'a pas de poches (1974) .... Avril
7. Le jeu avec le feu (1975) .... Diana Van Den Berg
8. Emmanuelle: L'antivierge (1975) .... Emmanuelle
9. Une femme fidèle (1976) .... Mathilde Leroy
10. La Marge (1976) .... Diana
11. Alice ou la Dernière Fugue (1977) .... Alice Caroll
12. René la Canne (1977) .... Krista
13. Goodbye Emmanuelle (1977) .... Emmanuelle
14. Pastorale 1943 (1978) .... Miep Algera
15. Mysteries (1978) .... Dany Kielland
16. Letti selvaggi (1979) .... Vrouw op het bed/De ongelukkige vrouw
17. The Fifth Musketeer (1979) .... Maria Theresa
18. Concorde ... Airport '79 (1979) .... Isabelle
19. The Nude Bomb (1980) .... Agent 34
20. Un amore in prima classe (1980) .... Beatrice
21. The Million Dollar Face (1981) (tv) .... Brett Devereaux
22. Lady Chatterley's Lover (1981) .... Lady Constance Chatterley
23. Private Lessons (1981) .... Nicole Mallow
24. Private School (1983) .... Ms. Regina Copoletta
25. Emmanuelle IV (1984) .... Sylvia / Emmanuelle
26. The Big Bet (1985) .... Michelle
27. Mata Hari (1985) .... Mata Hari
28. Red Heat (1985) .... Sofia
29. Casanova (1987) (tv) .... Maddalena
30. The Arrogant (1988) .... Julie
31. Dracula's Widow (1988) .... Vanessa
32. In the Shadow of the Sandcastle (1990) .... Angel
33. Hot Blood (1990) .... Sylvia
34. Seong-ae-ui chimmuk (1992)
35. Éternelle Emmanuelle (1993) (tv) .... Oude Emmanuelle
36. La revanche d'Emmanuelle (1993) (tv) .... Oude  Emmanuelle
37. Emmanuelle à Venise (1993) (tv) .... Oude  Emmanuelle
38. L'amour d'Emmanuelle (1993) (tv) .... Oude Emmanuelle
39. Magique Emmanuelle (1993) (tv) .... Emmanuelle
40. Le parfum d'Emmanuelle (1993) (tv) .... Emmanuelle
41. Le secret d'Emanuelle (1993) .... Sylvia
42. Le secret d'Emmanuelle (1993) (tv)
43. Emmanuelle au 7ème ciel (1993) .... Emmanuelle
44. "De eenzame oorlog van Koos Tak" (1996) - Tante Heintje (1996); tv-aflevering
45. "Onderweg naar Morgen" (1994) .... Trix Odijk (1996); tv-serie
46. Die Sexfalle (1997) (tv) .... Nicole Fuchs
47. Gaston's War (1997) .... Miep Visser
48. Harry Rents a Room (1999) .... Miss Pinky
49. Film 1 (1999) .... Patron
50. An Amsterdam Tale (1999) .... Alma
51. Lijmen/Het been (2000) .... Jeanne
52. Die Unbesiegbaren (2000) (tv)
53. Vergeef me (2001) .... Chiquita (op het toneel)
54. De Vriendschap (2001) .... Sylvia
55. Sexy Boys (2001) .... Seksuoloog
56. Bank (2002) .... Wife
57. Le ragazze dello swing (2010) .... Leschan
58. Two Sunny Days (2010) .... Angela
59. The Swing Girls (2010) (tv) .... Eva de Leeuw